# Kanton Hohenhameln
Der Kanton Hohenhameln bestand von 1807 bis 1813 im Distrikt Hildesheim im Departement der Oker im Königreich Westphalen und wurde durch das Königliche Decret vom 24. Dezember 1807 gebildet.

## Gemeinden
- Hohenhameln
- Bekum (Beckum)
- Ohlum
- Stedum
- Groß Solschen
- Klein Solschen
- Groß Bülten
- Adenstedt
- Bierbergen
- Clauen
- Soßmar